# Londyńska Parada Zwycięstwa (1946)

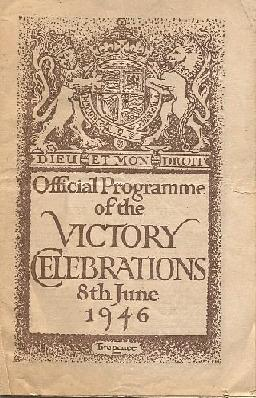
Program

Londyńska Parada Zwycięstwa (ang. London Victory Celebrations of 1946) – brytyjska parada zwycięstwa, która odbyła się 8 czerwca 1946 dla uczczenia zwycięstwa nad Niemcami oraz Japonią w II wojnie światowej. Parada przeszła ulicami stolicy Wielkiej Brytanii, Londynu gromadząc tysiące widzów oraz obserwatorów.

## Kontrowersje
Stacja radiowa BBC skrytykowała wybór dnia parady jako nieodzwierciedlający prawdziwego dnia zwycięstwa. Stacja uważała, że parada powinna się odbyć w innym terminie, który bardziej przypominałby o dokonanym zwycięstwie.

Bardzo duże kontrowersje podczas parady wywołało wykluczenie z nich polskich żołnierzy, którzy walcząc w Polskich Siłach Zbrojnych na Zachodzie byli jedną z liczniejszych walczących nacji po stronie sił alianckich. Jedyną polską organizacją bojową zaproszoną do udziału w paradzie byli piloci Dywizjonu 303, którzy mieli maszerować w szeregach RAF, ale odmówili po tym, jak inne polskie oddziały nie zostały zaproszone na paradę. Lider opozycji Winston Churchill przemawiając w Izbie Gmin powiedział: 

Wyrażam głęboki żal, że żaden z oddziałów polskich, które walczyły u naszego boku w tylu bitwach i które przelały swoją krew dla wspólnej sprawy, nie zostały dopuszczone do udziału w Paradzie Zwycięstwa. Będziemy w tym dniu myśleli o tym wojsku. Nigdy nie zapomnimy o ich dzielności, ani o ich bojowych wyczynach, które związane są z naszą własną sławą pod Tobrukiem, Cassino i Arnhem.

Jednym z głównych powodów, który doprowadził do wykluczenia Polaków z parady był fakt, że Brytyjczycy nie chcieli drażnić stosunków ze Związkiem Radzieckim, który uważał Polskę za własną strefę wpływów. Rząd Clementa Attleego wystosował zaproszenie do polskiego Tymczasowego Rządu Jedności Narodowej (TRJN) do wzięcia udziału w paradzie – wiceminister spraw zagranicznych Hector McNeil na posiedzeniu Izby Gmin wyjaśniał: 

Zwróciliśmy się do obu stron chcąc mieć oddziały reprezentacyjne obu rządów. [...] Nasz kompromis może być krytykowany z obu stron, ale sądzę, że oba rządy i żołnierze z obu stron zechcą uznać kompromis ten za najlepszy, jaki mogliśmy osiągnąć w danych warunkach.

Zdominowany przez komunistów TRJN odmówił wysłania żołnierzy ludowego Wojska Polskiego na paradę uzasadniając to umożliwieniem przez władze brytyjskie podróży generałowi Borowi-Komorowskiemu do USA. W rzeczywistości wasalne wobec ZSRR władze polskie nie chciały narażać się Stalinowi, który nie wysłał żołnierzy Armii Czerwonej na paradę do Londynu.    
W efekcie Polacy nie wzięli udziału w paradzie, co odbiło się szerokim echem na stosunkach pomiędzy rządem brytyjskim a polskimi organizacjami weteranów wojny oraz w polskich środowiskach emigracyjnych.

## Galeria

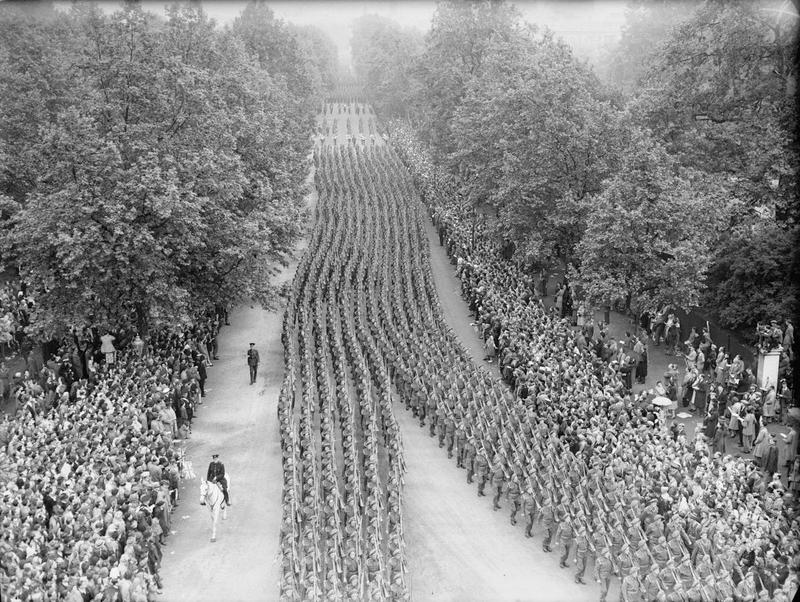
Brytyjska piechota
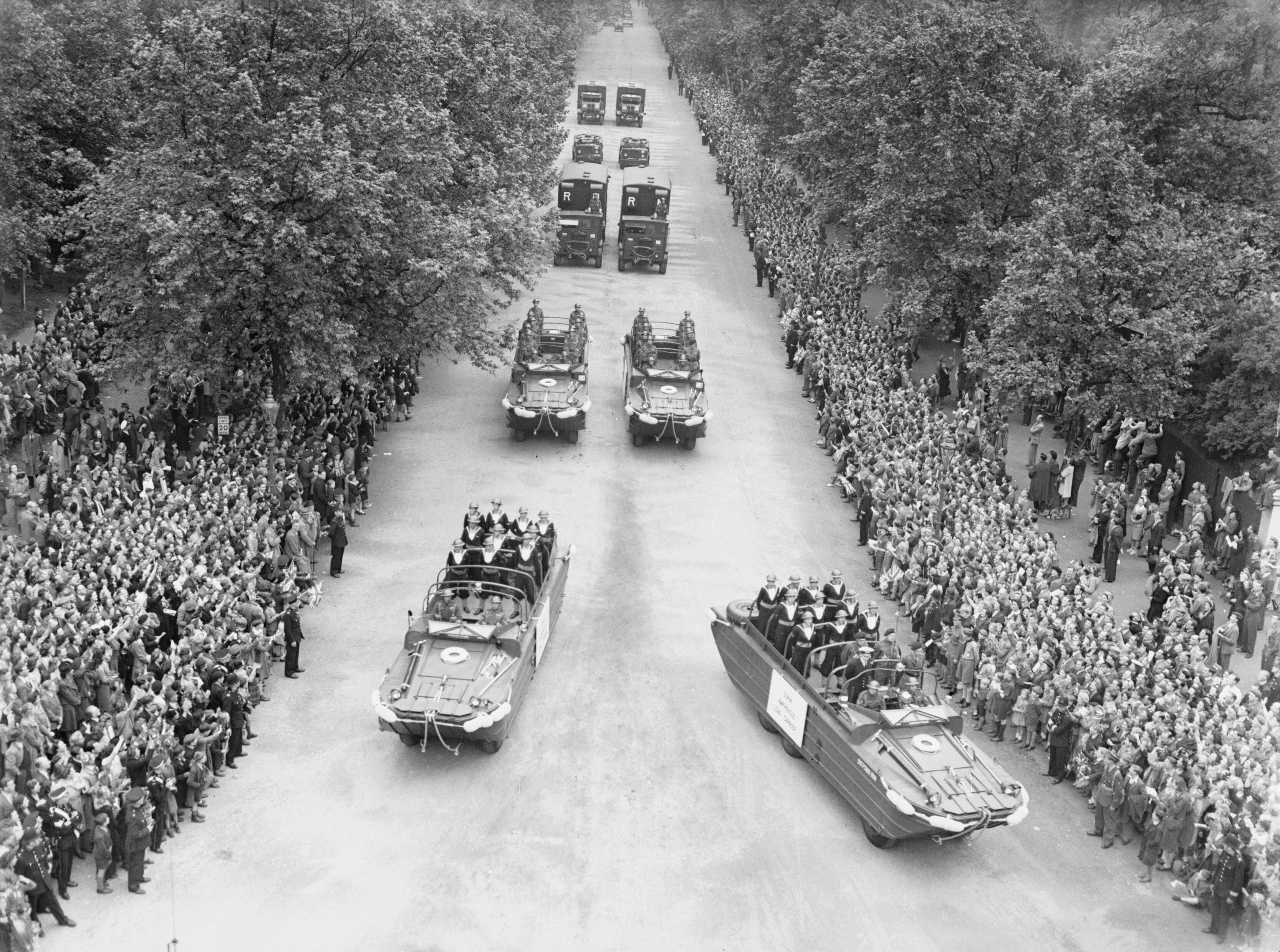
Cztery pojazdy DUKW
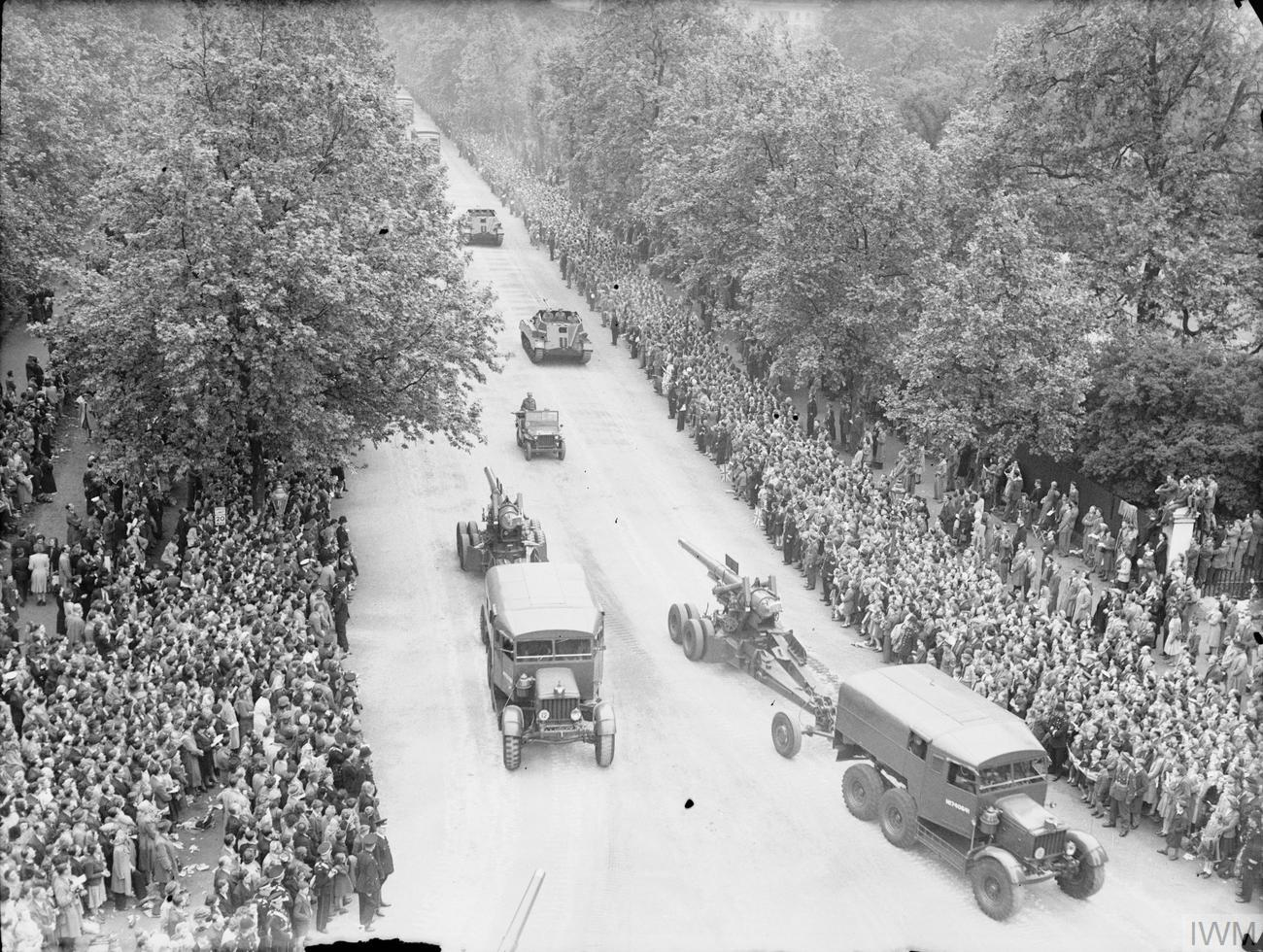
Dwie haubice (ciągnięte przez ciągnik artyleryjski), w głębi działa samobieżne Archer
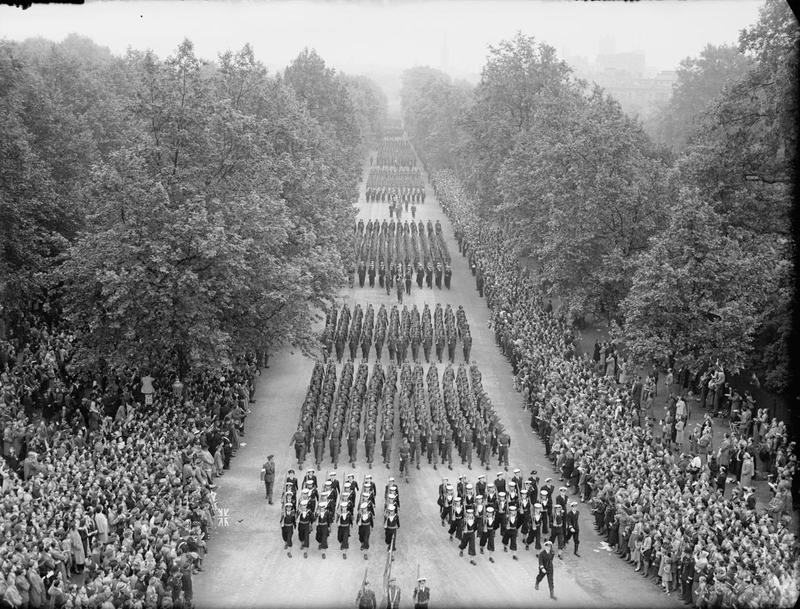
Kanadyjczycy
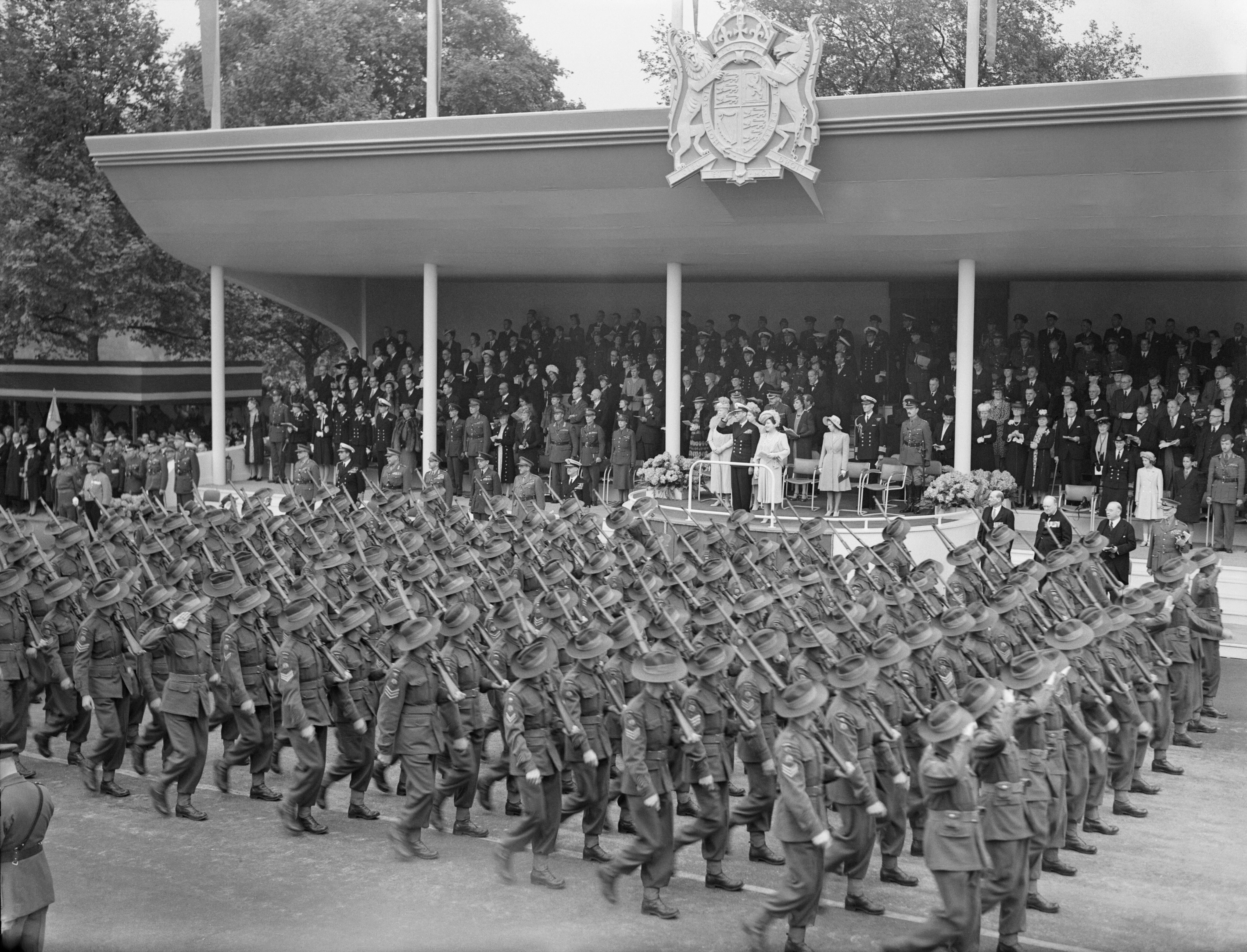
Australijczycy, na drugim planie król Jerzy VI i królowa Elżbieta
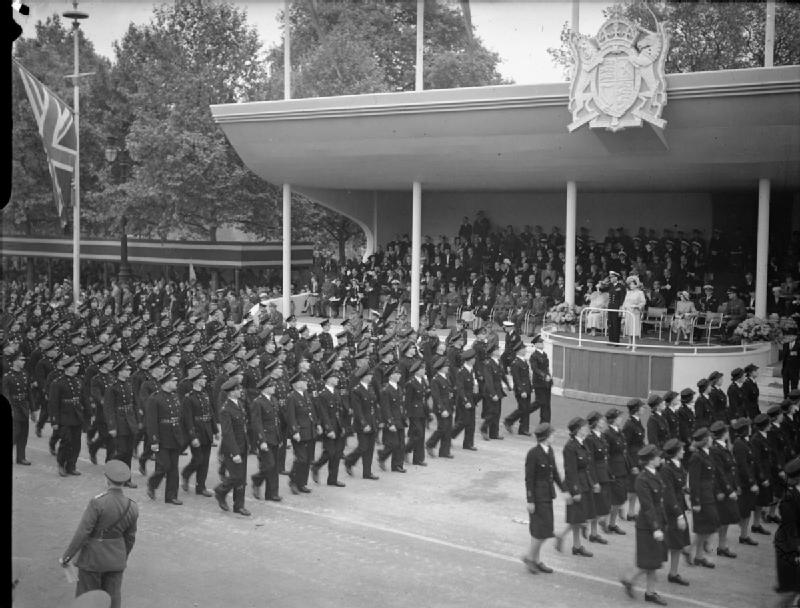
Po prawej kobiety z Women’s Royal Naval Service, po lewej strażacy z National Fire Service, na drugim planie król Jerzy VI i królowa Elżbieta